# De laatste van de clan McDuck
De laatste van de clan McDuck (The Last of the Clan McDuck) is een stripverhaal van Keno Don Rosa. Het werd voor het eerst gepubliceerd in 1992 en kwam twee jaar later uit als album. Het is het eerste in een reeks van twaalf verhalen in de serie De jonge jaren van Oom Dagobert. Het verhaal speelt zich af in de periode 1877-1880 en gaat over de vroegste jeugdjaren van Dagobert Duck, als hij nog in Glasgow woont.
Don Rosa borduurde bij het maken van dit verhaal onder meer voort op The Horseradish Story (1953) en Hound of the Whiskervilles (1959), twee verhalen van Carl Barks.
De Nederlandse vertaling verscheen als onderdeel van de reeks Oom Dagobert, avonturen van een Steenrijke Eend in album nr. 53, samen met het erop volgende verhaal, Koning van de Mississippi.

## Verhaal
Dagobert en zijn ouders (Fergus McDuck en Ma McDuck) en zijn twee jonge zusjes (Doortje en Hortensia) behoren tot de laatste telgen van de ooit rijke en machtige McDuck-clan, die nu tot een armoedig bestaan is vervallen en moet concurreren met de Whiskervilles. Op advies van zijn vader probeert Dagobert op zijn tiende verjaardag zijn eerste eigen geld te verdienen door schoenen te gaan poetsen. Hij krijgt echter een Amerikaans muntje (het latere geluksdubbeltje) in de hand gedrukt, waar hij in Schotland natuurlijk niets aan heeft. De jonge Dagobert ziet hiermee in dat het leven vol valkuilen zit en besluit op andere manieren zijn geld te verdienen.
Dagobert neemt een kijkje bij het kasteel in Rannoch Moor dat ooit zijn voorvaderen toebehoorde. Zij werden 200 jaar geleden door een geheimzinnige hond verjaagd uit het kasteel, dat sindsdien is vervallen. In het kasteel komt Dagobert de geest van een van zijn voorouders, Quack McDuck, tegen. Quack vertelt aan Dagobert het ware verhaal: de "hond" was gewoon een Whiskerville in vermomming. De Whiskervilles zijn namelijk altijd uit geweest op de in het kasteel verborgen schat die Quack in 1057 kreeg voor zijn hulp aan koning Macbeth. Dagobert slaagt erin de Whiskervilles van het gebied van zijn voorouders te verjagen door een berg turf in brand te steken; de Whiskervilles denken dat ze een geest zien.
Op advies van Quack besluit Dagobert naar de Verenigde Staten te gaan, in de hoop daar fortuin te kunnen maken. In de haven van Glasgow gaat hij aan boord van een schip, uitgezwaaid door zijn familie. Hij neemt een paar dierbare dingen mee, zoals zijn eerste zelfverdiende dubbeltje en het gouden gebit van een van zijn andere voorvaderen, Dorus Duck.